# ناچیت کورانلو
ناچیت کورانلو یکی از روستاهای استان آذربایجان شرقی است که در دهستان چاراویماق مرکزی بخش مرکزی شهرستان چاراویماق واقع شده‌است.این روستا ۱۵۳ نفر جمعیت دارد.